# Faraonivka
Faraonivka  (ucraniano: Фараонівка) es una localidad del Raión de Bilhorod-Dnistrovskyi en el Óblast de Odesa de Ucrania. Según el censo de 2001, tiene una población de 1890 habitantes.